# 금산역
금산역(金山驛)은 조선민주주의인민공화국 황해남도 재령군에 있는 은률선의 철도역이다. 